# Currah μSpeech
Il Currah μSpeech, letto e spesso trascritto Currah Microspeech, è una periferica di sintesi vocale per l'home computer ZX Spectrum, prodotta nel 1983 dall'azienda britannica Currah Computor Components Ltd di Hartlepool.
Delle varie periferiche di sintesi vocale che uscirono per lo Spectrum fu probabilmente la più riuscita per l'uso non professionale e la più nota, l'unica con decine di videogiochi commerciali di altri produttori che la supportano.
Nel 1984 la Currah produsse anche una periferica simile per Commodore 64, lo Speech 64.

## Caratteristiche tecniche
Consiste in un piccolo contenitore nero da inserire nella porta di espansione dello Spectrum; non dispone di un proprio altoparlante, ma invia il segnale audio in uscita al televisore, unito alle normali uscite audio e video dello Spectrum. Questa soluzione riduceva il costo del μSpeech e permette di sentire meglio anche i suoni ordinari dello Spectrum, mandandoli alla TV anziché all'altoparlatino interno; il lato negativo è che la periferica è inutilizzabile per chi ha un monitor anziché una TV, inoltre viene generata qualche leggera interferenza sul segnale video.
La sintesi è soltanto dei suoni della lingua inglese ed è basata sul principio degli allofoni: nel software del μSpeech i suoni fondamentali (fonemi) che compongono tutte le parole sono rappresentati da lettere o da sequenze di lettere tra parentesi. Ad esempio la parola inglese "hello" è correttamente rappresentata dalla stringa "he(ll)(oo)". In questo modo si può far generare teoricamente qualsiasi parola. Utilizzando lettere maiuscole è possibile dare un'intonazione alla parola, simile a quella dell'accento in italiano. Il risultato finale, anche se comprensibile, è una voce piuttosto metallica e con un certo rumore di fondo.
La periferica modifica la normale interfaccia a linea di comando dello Spectrum,  permettendo di generare il parlato con opportuni comandi BASIC (per l'esattezza assegnando le stringhe di allofoni alla variabile s$), e opzionalmente si può anche far pronunciare direttamente tutto ciò che si digita nella linea di comando. Un buffer di memoria permette al computer di continuare le sue altre attività mentre viene generato il parlato.
Sebbene il μSpeech fosse progettato principalmente per l'utilizzo con il BASIC, la periferica si può comandare anche con il linguaggio macchina.
Il μSpeech non ha requisiti di memoria e funziona anche sullo Spectrum 16K. È compatibile con la ZX Interface 1, mentre non dispone a sua volta di una porta per collegare altre periferiche a cascata.
La periferica era accompagnata da una cassetta con software dimostrativo.

## Videogiochi
I seguenti videogiochi (tra parentesi i rispettivi editori) supportano il μSpeech come uscita audio opzionale:
- 3-D Monster Chase (Romik)
- All or Nothing (Abbex Electronics)
- Arrow of Death (Digital Fantasia)
- Auf Wiedersehen Pet (Tynesoft)
- Bingo (Tynesoft)
- The Birds and the Bees (Bug-Byte)
- Blade Alley (PSS)
- Blastermind! (Martech)
- The Blob (nella rivista su cassetta 16/48 Magazine)
- Bongo (Anirog)
- Booty (Firebird)
- Cagara (Players)
- Casino Royal (raccolta di Pontoon e Roulette, Oxford Computer Publishing)
- Colour Clash (Romik)
- Connect 4 (John Westhead)
- The Covenant (PSS)
- Crazy Golf (Mr. Micro)
- Electro-Man in Revenge of the Bugs (listato nella rivista Sinclair User)
- The Evil Dead (Palace)
- Fruit Snapper (LiveWire)
- Giant's Revenge (Thor)
- The Golden Baton (Digital Fantasia)
- Grand Prix Driver (Britannia)
- Gremlins (Thor)
- Harlequin (Mr. Micro)
- Hunchback (Ocean)
- The Island (Crystal Computing)
- Jack and the Beanstalk (Thor)
- Jack and the Beanstalk (listato nella rivista Your Computer)
- Learn with Ted (Playground)
- Lunar Jetman (Ultimate)
- Lunar Rescue (Lyversoft, clone non ufficiale dell'arcade)
- 3D Lunattack (Hewson)
- Max Headroom (Quicksilva)
- Maze of Terror (Kevin Hillyer)
- Maziacs (DK'Tronics)
- Mega Fruit (Thor)
- Mined-Out (Quicksilva)
- Moon Alert (Ocean)
- Mr. Wimpy (Ocean)
- Mystic Tower (incluso nella cassetta dimostrativa del μSpeech)
- Night Stalker (Thor)
- Pi-Balled (Automata)
- Pogo (Ocean)
- Powerhouse (listato nella rivista Your Computer)
- Psi-Spy (Postern)
- Punchy (Mr. Micro)
- Rainy Day (CCS)
- Rockfall e Rockfall II (allegato alla rivista Crash)
- Sexy Black Jack (nella rivista su cassetta italiana Load'n'Run)
- Shark Attack (Romik)
- Skelby: The Schizophrenic Droid (QBIT)
- Spectrum Voice Chess (Artic Computing)
- Spiders Web (Thor)
- Sport of Kings (Mastertronic)
- Spyship SOS (Dynamic)
- Starbike (The Edge)
- Steve Davis Snooker (CDS)
- Il tacchino (listato nella rivista italiana Papersoft[9])
- Terrahawks (CRL)
- Timebomb (CDS)
- The Time Machine (Digital Fantasia)
- Titanic (R&R)
- Twin Kingdom Valley (Bug-Byte)
- The War of the Worlds (CRL)
- Word Generator (listato nella rivista ZX Computing)
- Xavior (PSS)
- Zepherus (National Software Library)
- Zig Zag (DK'Tronics)